# Sestrostoma
Sestrostoma is een geslacht van kreeftachtigen uit de klasse van de Malacostraca (hogere kreeftachtigen).

## Soorten
- Sestrostoma balssi (Shen, 1932)
- Sestrostoma depressum (Sakai, 1965)
- Sestrostoma toriumii (Takeda, 1974)